# Dmitrij Kozłow (wojskowy)
Dmitrij Timofiejewicz Kozłow (ros. Дми́трий Тимофе́евич Козло́в, ur. 23 października?/4 listopada 1896 we wsi Razgulajka w obwodzie niżnonowogrodzkim, zm. 6 grudnia 1967 w Mińsku) – radziecki dowódca wojskowy, generał porucznik.

## Życiorys
Od 1915 roku służył w rosyjskiej armii, skończył szkołę chorążych, uczestniczył w I wojnie światowej, od 1918 był żołnierzem Armii Czerwonej i członkiem RKP(b). Brał udział w wojnie domowej jako dowódca batalionu i pułku. W 1924 roku ukończył kursy „Wystrieł”, a w 1928 Akademię Wojskową im. Frunzego. Był dowódcą pułku piechoty, szefem sztabu dywizji piechoty, dowódcą dywizji piechoty, naczelnikiem szkoły piechoty w Kijowie, dowódcą 44 Dywizji Piechoty, dowódcą korpusu i od 1939 roku wykładowcą taktyki ogólnej w Akademii Wojskowej im. Frunzego. Podczas wojny ZSRR z Finlandią 1939-1940 dowodził korpusem piechoty, w latach 1940–1941 był zastępcą dowódcy Odeskiego Okręgu Wojskowego, szefem Głównego Zarządu Obrony Powietrznej Armii Czerwonej i dowódcą wojsk Zakaukaskiego Okręgu Wojskowego. 26 listopada 1935 roku otrzymał stopień komdiwa, a 4 czerwca 1940 roku generała porucznika. Podczas wojny z Niemcami dowodził Frontem Zakaukaskim (23 sierpnia–30 grudnia 1941), Frontem Kaukaskim (30 grudnia 1941–28 stycznia 1942) i Frontem Krymskim (28 stycznia-30 maja 1942), przeprowadził operacje wyzwolenia Rostowa nad Donem, obrony Sewastopola i Półwyspu Tamańskiego, operację desantową mającą na celu wyzwolenie Teodozji, Kerczu i Półwyspu Kerczeńskiego, później dowodził 6 Armią (6 czerwca–7 lipca 1942) i 24 Armią (30 sierpnia–1 października 1942) Frontu Stalingradzkiego. W październiku 1942 został pomocnikiem i zastępcą dowódcy Frontu Woroneskiego, od maja do sierpnia 1943 roku był pełnomocnikiem Stawki Najwyższego Naczelnego Dowództwa na Froncie Leningradzkim, potem zastępcą dowódcy wojsk Frontu Zabajkalskiego, a w latach 1946–1954 zastępcą dowódcy wojsk kolejno Zabajkalskiego, Amurskiego i Białoruskiego Okręgu Wojskowego, 1954 roku zakończył służbę wojskową. Był odznaczony trzema Orderami Lenina, pięcioma Orderami Czerwonego Sztandaru Pracy, medalami ZSRR i oznaczeniami zagranicznymi.